# Fir Park Stadium
Ne doit pas être confondu avec Firs Park.
Le Fir Park Stadium (couramment appelé Fir Park) est un stade de football, construit en 1895, situé à Motherwell. D'une capacité de 13 677 places, il accueille, depuis sa construction, les matches à domicile du Motherwell FC.

## Histoire
Motherwell FC, fondé en 1886, jouait d'abord à Roman Road puis à Dalziel Park (en), avant d'emménager à Fir Park après sa construction en 1895. Le terrain sur lequel il est construit appartenait au Lord Hamilton of Dalzell, dont les couleurs étaient jaune orangé et rouge sang, couleurs adoptées par le club.
Pendant très longtemps, il n'y eut qu'une seule tribune, couvrant les deux tiers d'une des longueurs du terrain. En 1954, une toiture fut installée pour la terrasse Est, pour 6 500£. Un éclairage nocturne fut installé deux ans plus tard et le premier match à en bénéficier fut une rencontre amicale contre les Anglais de Preston North End. 
La construction d'une nouvelle tribune commença en 1962, pour un coût de 92 000£, financés en grande partie par la vente de deux joueurs, Pat Quinn (en) et Ian St. John. Les nouvelles normes édictées par la Scottish Football League en 1977 obligèrent à réduire la capacité de 35 000 à 22 500 places. Le club en profita pour installer 3 500 places assises dans la tribune principale et ouvrir deux terrasses derrière les buts.
En 1990, le rapport Taylor, à la suite de la tragédie de Hillsborough, préconisait que les stades ne comportent désormais que des places assises. Le club profita alors des retombées financières de sa victoire en Coupe d'Écosse en 1991 pour couvrir les coûts de 750 000£ nécessaires pour faire de la tribune Est une tribune avec uniquement des places assises.
Une nouvelle tribune Sud a été construite en avril 1993 pour 2,2 millions de £. Deux ans plus tard, une tribune Nord a été ajoutée, complétant donc le tour complet du stade. Cette tribune est officiellement nommée tribune Davie Cooper, en l'honneur de Davie Cooper, ancien joueur de Motherwell mort à 39 ans d'une hémorragie peu avant l'ouverture de la tribune. Ces deux tribunes ont été créées par WH Dickie Architects, dont le propriétaire n'est autre que le président du club, Bill Dickie (en).
La tribune principale a été renommée officiellement tribune Phil O'Donnell en janvier 2006, en l'honneur de Phil O'Donnell, capitaine du club, mort d'une insuffisance cardiaque en plein match, sur le terrain du Fir Park, le 29 décembre 2005. Une sculpture à sa mémoire a été ajoutée sur cette tribune en 2011.

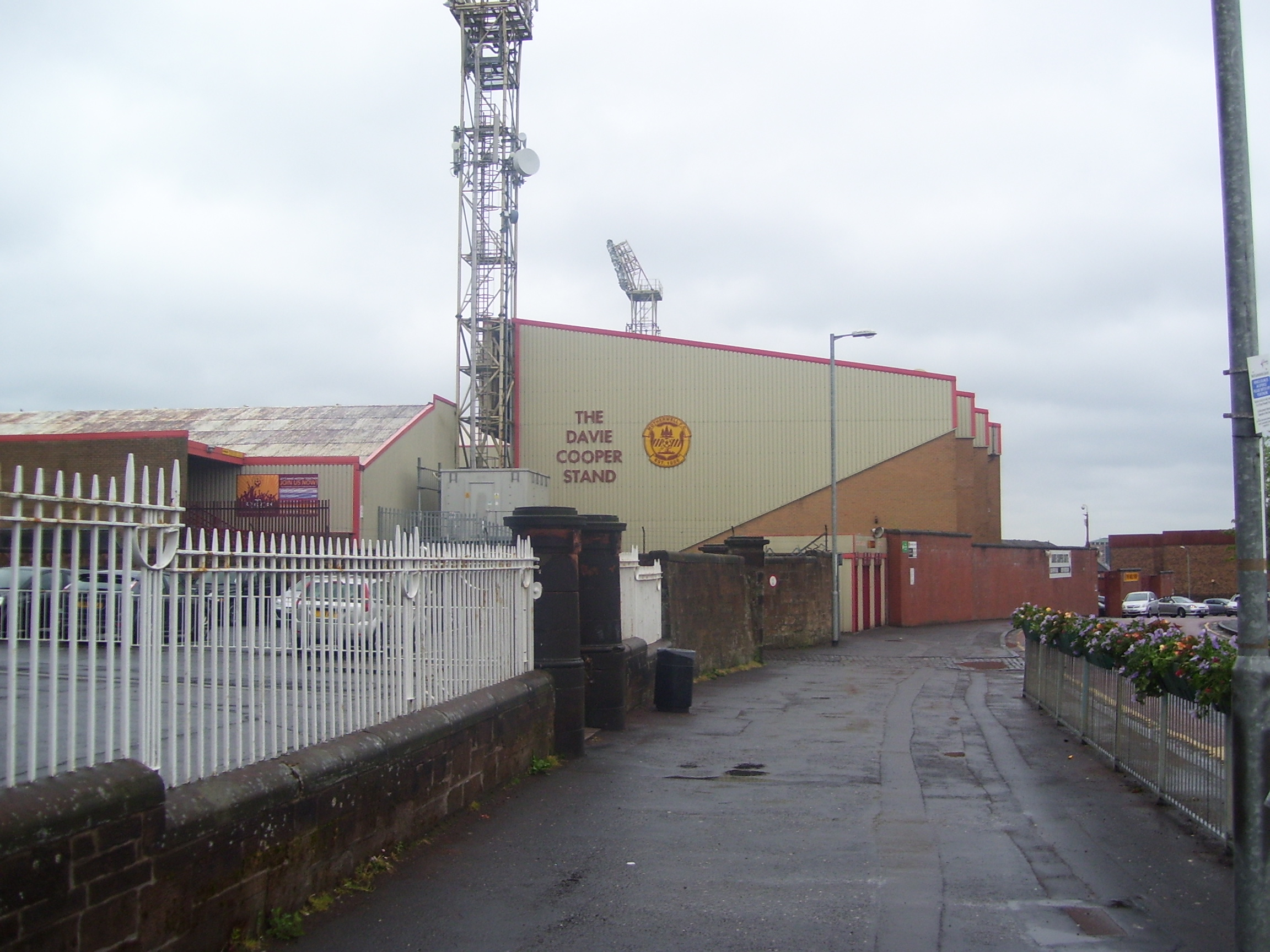
Vue extérieure de la tribune Davie Cooper.
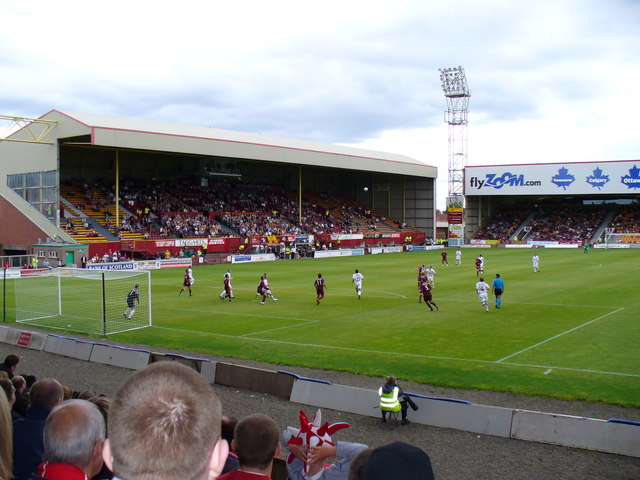
La tribune Phil O'Donnell.
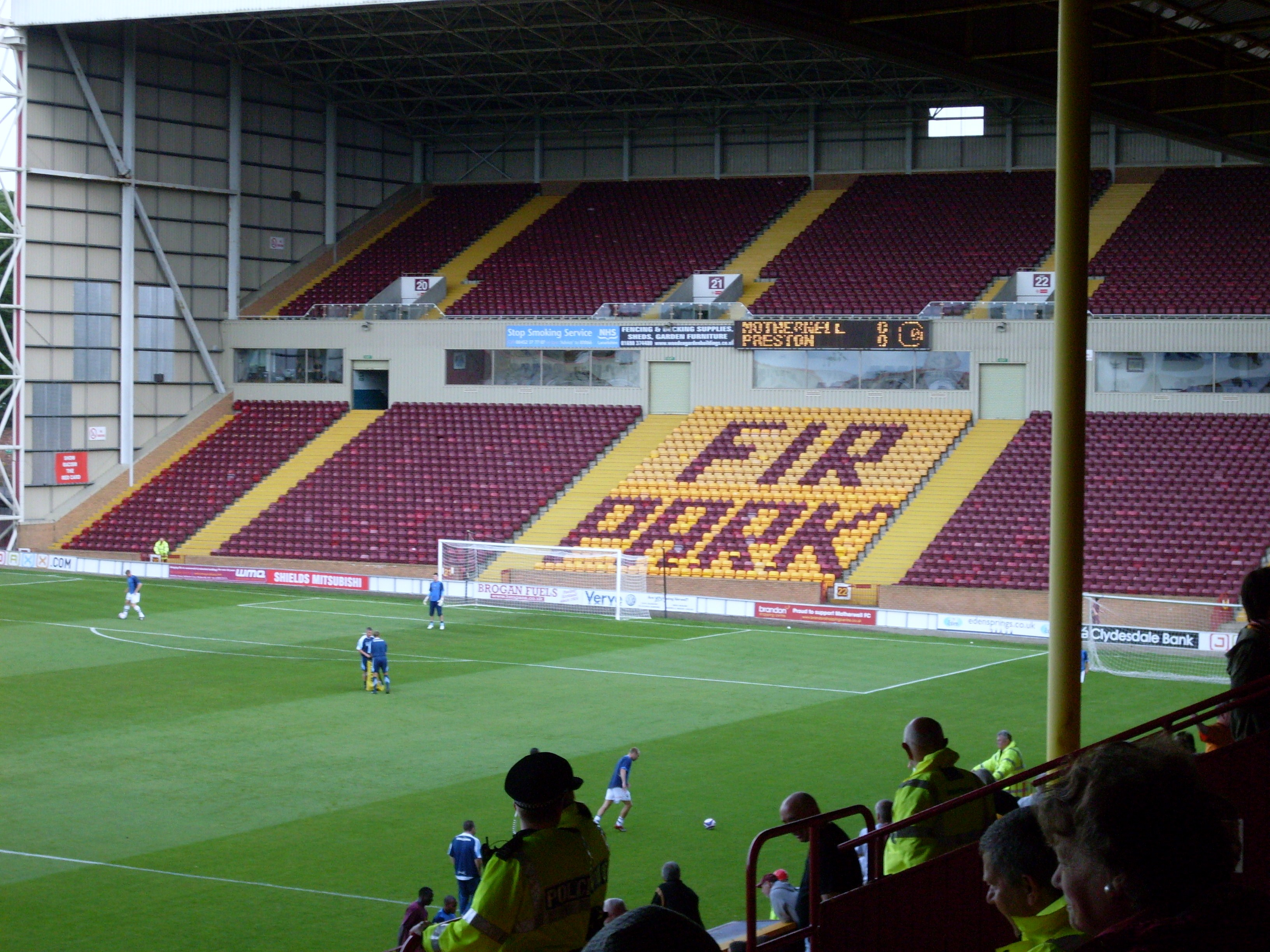
La tribune Sud.

Pendant la saison 2007-08, le club de Gretna a loué Fir Park pour pouvoir y jouer ses matches à domicile car leur stade, le Raydale Park, n'était pas aux normes de la Scottish Football League pour des matches de Premier League. Pour les mêmes raisons, ils avaient déjà joué à Fir Park pour leur match de Coupe UEFA 2006-07 contre les irlandais de Derry City.
Fir Park a aussi accueilli plusieurs finales de la Challenge Cup ainsi que des demi-finales de la Coupe d'Écosse en 2007 et 2010. La cérémonie d'ouverture des International Children's Games (en) y a eu lieu en 2011.
L'Équipe d'Écosse féminine y a joue des matches lors des éliminatoires de la Coupe du monde 2015.
Au cours de son histoire, il accueillit une rencontre internationale impliquant l'équipe d'Écosse masculine.

## Affluence
Le record d'affluence a été établi en 1952 pour un match à rejouer de Coupe d'Écosse entre Motherwell et les Rangers avec 35 632 spectateurs.
Les moyennes de spectateurs pour les précédentes saisons sont :
- 2014-2015: 4 286 (Premiership)
- 2013-2014: 5 175 (Premier League)
- 2012-2013: 5 362 (Premier League)

## Transport
La gare la plus proche est la gare d'Airbles (en), située à 15 minutes à pied. Le stade est rapidement accessible depuis l'autoroute M74.